# Требник Петра Могилы
«Тре́бник Петра́ Моги́лы» — богослужебная книга на церковнославянском языке, составленная киевским митрополитом Петром Могилою и изданная им в 1646 году с целью очистить церковную обрядность от погрешностей и заблуждений, вкравшихся в малороссийские церкви с Запада и тем защитить православную церковь от нареканий противников, осуждавших церковную обрядность в Малороссии за неполноту и неисправность. Полное название книги — ΕΥΧΟΛΟΓΙωΝ албо Молитвословъ, или Требникъ.
Так как «требники», употреблявшиеся тогда в великороссийской церкви, не имели желательной полноты, то Пётр Могила, составляя свой «Требник» на основании греческих и древних славянских евхологиев, ввёл ещё молитвословия и чинопоследования с объяснительными замечаниями из римского католического «Требника» (лат. «Rituale romanum»), изданного в 1615 году при папе Павле V, редактированного впервые ещё в 1603 году. Прямым заимствованием из римского ритуала, например, является «Устав тайны святого покаяния». В свой Требник Пётр Могила включил всего 37 чинов, никогда до этого в богослужебных книгах Православной церкви не существовавших. Они в большинстве (чинопоследования освящения богослужебных облачений, колоколов и другие) являются переработанными переводами чинов из латинского «Rituale Romanum». К числу католических заимствований в требнике Петра Могилы относится чин освящения свечей на праздник Сретения, а также «Последование молебное об избавлении недугувающих от духов нечистых; и молитвы заклинательныя от техжде лукавых духов» (часто называемая в просторечье «отчитка»).
В Требник внесены католические учения и чины, противоречащие православной догматике, такие как неизгладимая печать и условное крещение.
Вопреки учению Православной церкви — об обязательном крещении в три погружения, Могила в требнике уравнял крещение погружением и обливательное крещение.
Требник включает в себя подробное изложение последований и молитв, с прибавлением для священника наставлений, собственного вольного сочинения, догматического, обрядового и казуистического содержания. Особенного влияния на исправление богослужебных книг в Москве он не имел, потому что был там или неизвестен, или не принят. Сам Пётр Могила, умерший вскоре после издания своего «Требника», не успел представить его на рассмотрение всероссийского патриарха и всего освящённого собора. Некоторые статьи из этого «Требника» были, однако, внесены в богослужебные книги, печатавшиеся в Москве. Таковы «Известие учительное» в «Служебнике», чин присоединения иноверцев, книга молебных пений, дополнительный «Требник» и другие. Отдельные чинопоследования из «Требника» употребляются, когда совершаются обряды, не существующие в великороссийских «Требниках», например, на открытие монастырей, на обретение святых мощей.